# Monmouth (Illinois)
Monmouth è un comune degli Stati Uniti d'America, situato in Illinois, nella Contea di Warren.